# Disagio personale
In psicologia, il disagio personale è una reazione emotiva avversa e focalizzata su sé stessi (es. ansia, preoccupazione, sconforto) all'apprensione o alla comprensione dello stato o della condizione emotiva di un altro. Questo stato affettivo negativo si verifica spesso a causa del contagio emotivo quando c'è confusione tra sé e l'altro. A differenza dell'empatia, il disagio personale non deve essere congruente con lo stato dell'altro e spesso porta a una reazione egoistica per ridurla, ad esempio ritirandosi dalla persona che ha causato lo stress, diminuendo in tal modo la probabilità di un comportamento prosociale. Vi sono prove che la simpatia e il disagio personale sono soggettivamente diversi, hanno differenti correlazioni somatiche e fisiologiche e si relazionano in modi diversi al comportamento prosociale.

## Legame tra rischio e tolleranza
Nel 1987 uno studio eseguì ricerca trasversale e longitudinale su un campione comunitario di oltre 400 adulti e i loro bambini per esaminare il legame tra rischio, tolleranza e disagio personale. I fattori di rischio consistettero in eventi di vita negativi e strategie di lotta al rifiuto sociale e, per i bambini, disagio emotivo e fisico dei genitori. I fattori di tolleranza furono la fiducia in se stessi, una predisposizione alla compiacenza e il sostegno familiare. Gli esiti furono depressione globale e sintomi fisici negli adulti, disadattamento psicologico e problemi di salute fisica nei loro bambini. 
Dall'indagine emerse che le persone che presentano contemporaneamente rischi elevati e bassa tolleranza sono particolarmente vulnerabili al disagio personale. I risultati dimostrarono che le variabili di rischio e tolleranza sono predittori significativi di sofferenza psicologica e fisica presente e futura negli adulti. Nei bambini, i risultati dimostrarono che la disfunzione genitoriale, in particolare i fattori di rischio materni e il supporto familiare, sono significativamente collegati al disagio. Tuttavia, questi risultati suggeriscono anche che, rispetto agli adulti, i bambini potrebbero essere più tolleranti agli eventi negativi della vita passati che incidono sui loro livelli attuali o futuri di sofferenza. Inoltre fu osservato che i bambini sono più colpiti dalla disfunzione genitoriale da parte delle madri che da parte dei padri, il che è attribuibile al ruolo convenzionale delle madri come badanti primarie e con relazioni di attaccamento materno relativamente più forti nei bambini.

## Sviluppo
È stato condotto uno studio con un gruppo di bambini e un gruppo separato di adulti; entrambi i gruppi dovevano guardare un video. Il video parlava di una notizia emotivamente negativa. Mentre guardavano il video, venivano registrate le loro espressioni facciali e gli venne chiesto di riportare autonomamente come si sentivano dopo aver visto il video. I risultati portarono alla conclusione che esiste davvero una netta differenza tra simpatia e disagio personale. I marcatori di simpatia erano correlati alle risposte prosociali; d'altra parte, gli indici facciali di disagio personale non erano correlati. Per gli adulti è stato riscontrato che la tristezza facciale e l'attenzione causata da preoccupazione tendevano a essere positivamente correlate alle tendenze prosociali, d'altra parte i bambini avevano una relazione negativa tra comportamento prosociale e espressioni facciali di disagio personale. Questo dimostra come non ci sia solo una differenza osservabile tra simpatia e disagio personale. Si può anche riscontrare che c'è una differenza tra il modo in cui i bambini e gli adulti provano disagio personale o simpatia, ciò è in gran parte correlato al livello di maturità che l'individuo ha raggiunto.